# James Peace

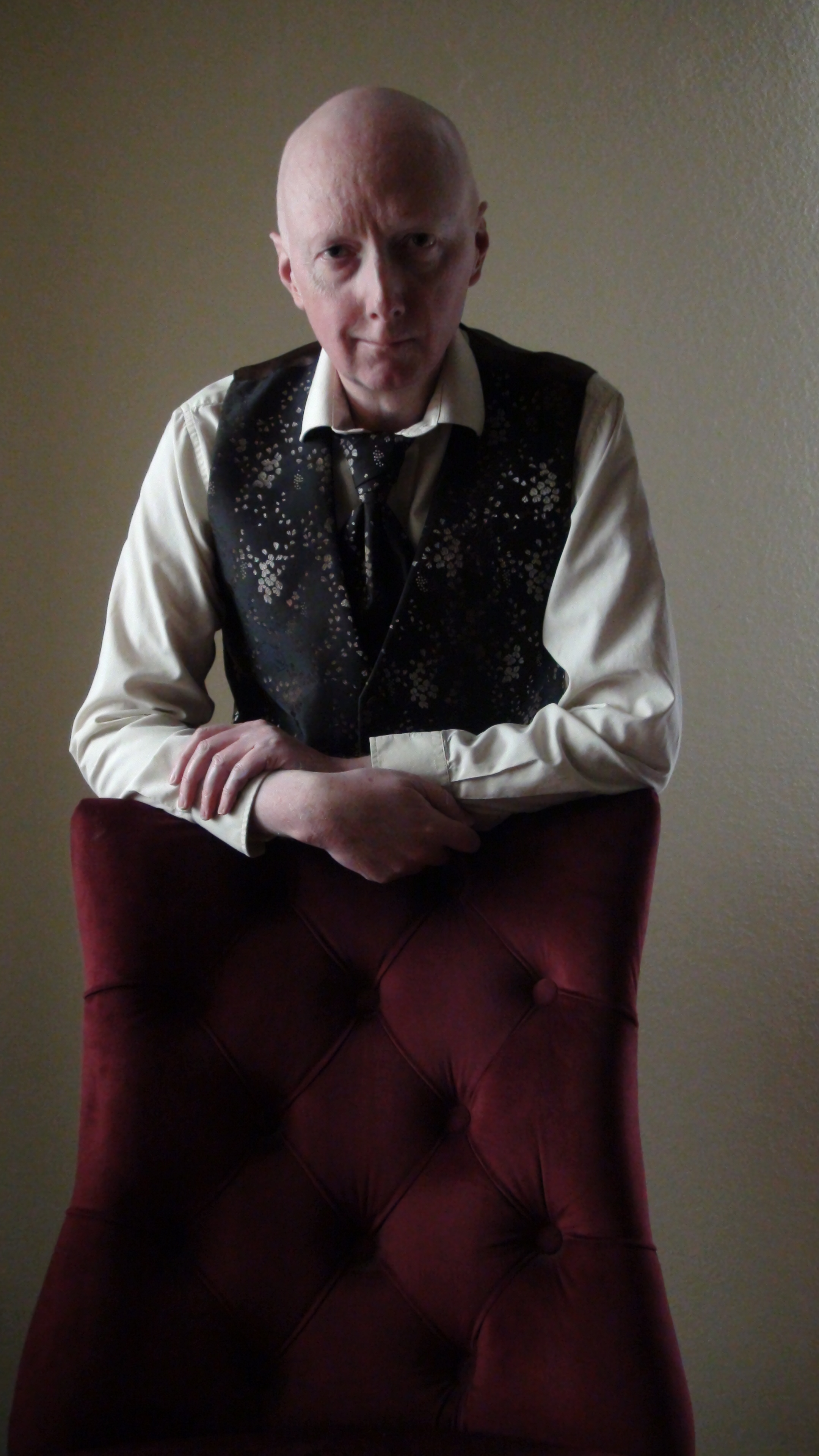
James Peace zu Hause in Wiesbaden

Kenneth James Peace (geb. 28. September 1963 in Paisley, Schottland) ist ein schottischer Komponist, Konzertpianist und bildender Künstler.

## Leben
K. James Peace wurde am 28. September 1963 in Paisley (Schottland) geboren. Seine Kindheit bzw. Jugend verbrachte er größtenteils in Helensburgh, einem Kurort im Westen Schottlands. Seiner Familie zählen viele bildenden Künstler (darunter John McGhie), und er ist auch mit dem bekannten Komponisten von Tanzmusik der ersten Hälfte des 20. Jahrhunderts, Felix Burns, verwandt. Mit acht Jahren nahm er Klavierunterricht und hat bereits im gleichen Alter seine ersten Klavierkompositionen geschrieben. Mit vierzehn trat für das erste Mal mit Musik von Scott Joplin auf und zwei Jahre später fing er als Sechszehnjährige als der jüngste Student des Royal Scottish Academy of Music and Drama (jetzt: Royal Conservatoire of Scotland) an. Im Jahre 1983 schloss er mit dem akademischen Grad eines Bachelor of Arts (B.A.) in Klavieraufführung und -lehre ab. Im darauffolgenden Jahr spielte er Mendelssohns Klavierkonzert Nr.1 g-Moll mit dem RSAMD-Orchester. Eine spätere Aufführung diese Werkes brachte ihm die Auszeichnung eines Aufführungsdiploms des RSAMD als auch verschiedene Preise. Nachdem er sein Studium abgeschlossen hatte, war er sowohl in begleitender Funktion als auch als Solist besonders begehrt. Zwischen 1988 und 1991 wohnte er in Edinburgh.
Nach seinem Umzug nach Bad Nauheim (Deutschland) im Jahre 1991 absolvierte er seinen ersten deutschen Auftritt in Friedberg, 1992, und befasste sich fortlaufend mit dem Tango. Die CD tango escocés seiner Tango-inspirierten Klavierkompositionen hat er 2001 eingespielt. Im Jahre 2002 ist er zum Mitglied („Fellow“) des Victoria College of Music ernannt worden und er ging im Herbst des gleichen Jahres auf Konzerttournee nach dem Fernost. Seinen Tango XVII führte er für das erste Mal in Hongkong auf.
In den darauffolgenden Jahren verlagerte er den Schwerpunkt seiner Arbeit nach Europa und trat mit seinen Tangos u. a. in den nachfolgenden Hauptstädte auf: Amsterdam, Athen, Berlin, Brüssel, Helsinki, Lissabon, London, Madrid, Oslo, Reykjavík, Wien.
Seine Verdienste im Tangobereich wurden mit der Mitgliedschaft („Fellowship“) des London College of Music in Oktober 2008 gewürdigt.
Nach einem kurzen Aufenthalt wieder in Edinburgh zog er Februar 2010 nach Wiesbaden (Deutschland) um, wo er seine Liebe zum Filmemachen gefunden hat. Unter seinen Kurzfilme befindet sich der Dokumentarfilm K. James Peace in Wiesbaden.

## Hauptpreise bzw. -auszeichnungen
- Dunbartonshire E.I.S. Preis für Klavierbegleitung, 1984 (erster Preis)
- Sibelius Essay Preis 1985 (erster Preis)[6]
- TIM Internationaler Kompositionswettbewerb, Rom, 2000 (Ehrendiplom für die ersten seiner Tangos überreicht)[1][2]
- IBLA Foundation, New York, 2002 (Ehrendiplom für seine Tangos op.26 vergeben)[1][2]
- International Piano Duo Association, Tokyo, 2002 (Ehrenmedaille – erste Klasse)[1][2][16]
- Internationale Académie de Lutèce, Paris, 2005 (Goldmedaille)[1][2]

## Musikveröffentlichungen (Auswahl)
1. Der Wasserfall op.3 für Querflöte und Klavier
2. Idyll op.4 für Englischhorn (solo)
3. Aubade op.9 für Englischhorn und Streichorchester
4. Lento Lacrimoso op.10 für Cello und Klavier (aus der Cellosonate)
5. Vergessene Blätter op.12 für Cello und Orchester
6. Oboensonate op.16 für Oboe und Klavier
7. Symphonische Ballade op.18 für Orchester
8. Feierlicher Marsch Nr.1 op.19 für Orgel und Orchester
9. Feierlicher Marsch Nr.2 op.23 für Orchester
10. Herbstgold op.25 für Klarinette und Streichquartett[17]
11. Lied der Ewigkeit op.32 für Sopran und Orchester[1]
12. 24 Tangos für Klaviersolo[1][18]